# Tonatiuh (Stern)
Tonatiuh ist ein 317 Lichtjahre von der Erde entfernter gelber Riese mit einer Rektaszension von 12h 05m 15s und einer Deklination von +76° 54′ 20″. Er besitzt eine scheinbare Helligkeit von 5,8 mag. Im Jahre 2003 entdeckte Bunei Sato einen extrasolaren Planeten, der diesen Stern umkreist. Dieser trägt den Namen Meztli.

## Namensherkunft
Tonatiuh ist nach dem aztekischen Sonnengott Tonatiuh benannt.